# Anagyrus thailandicus
Anagyrus thailandicus är en stekelart som först beskrevs av Svetlana N. Myartseva 1979.  Anagyrus thailandicus ingår i släktet Anagyrus och familjen sköldlussteklar. Inga underarter finns listade i Catalogue of Life.